# Primera Liga de Eslovenia 1994-95
La PrvaLiga de Eslovenia 1994-95 fue la cuarta edición de la máxima categoría del fútbol esloveno. Inició el 7 de agosto de 1994 y finalizó el 31 de mayo de 1995. El campeón fue por cuarta vez consecutiva el NK Olimpija Ljubljana.

## Tabla de posiciones
| Pos | Equipo               | PJ | PG | PE | PP | GF | GC  | Dif  | Pts |
| --- | -------------------- | -- | -- | -- | -- | -- | --- | ---- | --- |
| 1   | Olimpija             | 30 | 20 | 4  | 6  | 78 | 30  | +48  | 44  |
| 2   | Maribor              | 30 | 17 | 8  | 5  | 60 | 24  | +36  | 42  |
| 3   | Gorica               | 30 | 18 | 5  | 7  | 66 | 30  | +36  | 41  |
| 4   | Mura                 | 30 | 17 | 6  | 7  | 46 | 24  | +22  | 40  |
| 5   | Beltinci             | 30 | 15 | 8  | 7  | 74 | 32  | +42  | 38  |
| 6   | Celje                | 30 | 16 | 6  | 8  | 50 | 27  | +13  | 38  |
| 7   | Rudar Velenje        | 30 | 16 | 6  | 8  | 55 | 33  | +22  | 38  |
| 8   | Korotan Prevalje     | 30 | 14 | 4  | 12 | 53 | 36  | +17  | 32  |
| 9   | Primorje             | 30 | 12 | 8  | 10 | 50 | 45  | +5   | 32  |
| 10  | Železničar Ljubljana | 30 | 13 | 4  | 13 | 49 | 43  | +6   | 30  |
| 11  | Koper                | 30 | 9  | 8  | 13 | 24 | 34  | –10  | 26  |
| 12  | Slavija Vevče        | 30 | 8  | 4  | 18 | 36 | 59  | –23  | 20  |
| 13  | Izola                | 30 | 7  | 6  | 17 | 30 | 73  | –43  | 20  |
| 14  | Naklo                | 30 | 5  | 9  | 16 | 34 | 48  | –14  | 19  |
| 15  | Kočevje (–1)         | 30 | 4  | 9  | 17 | 25 | 91  | –66  | 16  |
| 16  | Jadran Dekani        | 30 | 0  | 3  | 27 | 12 | 113 | –101 | 3   |

- Al Kočevje se le descontó 1 punto.

PJ = Partidos jugados; PG = Partidos ganados; PE = Partidos empatados; PP = Partidos perdidos; GF = Goles anotados; GC = Goles recibidos; Dif = Diferencia de goles; Pts = Puntos
|  | Copa de la UEFA                |
|  | Copa Intertoto de la UEFA      |
|  | Recopa de Europa               |
|  | Promoción de descenso          |
|  | Se retiraron de la competición |

| Bandera de Eslovenia       |
| Campeón Olimpija 4° título |